# イエスパー・ニルスン
イエスパー・ニルスン（Jesper Nielsen、1972年 - ）は、デンマーク出身の詠春拳のインストラクター。

## 来歴
コペンハーゲン大学にて日本文化、日本語学、化学を専攻。フルコンタクト空手、截拳道、ムエタイ、キックボクシング、合気道、 サブミッション・レスリング、ブラジリアン柔術を経験し、詠春拳が数々の武術や格闘技において、最も有効である事を確信し、詠春拳を修める。
2005年に来日し詠春拳の指導を始める。過去にはEBMAS初の日本支部であったが、現在は「ジェイスGYM」として独立している。
女性に対する性的暴力の問題にも関心を持ち、2015年から女性護身術を研究しているNPO法人に対して詠春拳の技術指導を行っている。

## 人物
母国語であるデンマーク語の他、英語、日本語も堪能である。詠春拳の指導においても言語を使い分けることで多国籍の練習生の理解促進に努めている。
自身が運営する「ジェイスGYM」において、練習生の指導をする中でも自らの技術を高める姿勢を大切にしており、年間の練習時間は1,000時間を超えている。

## 指導方法
自身が運営する「ジェイスGYM」において、全員参加のグループレッスンの他、個別のプライベートレッスンも行っている。
詠春拳のコンセプトを三角形で表現する。相手のプレッシャーを三角形の頂点で流すイメージを元に指導している。
練習生に対して、型の大切さを説くと同時に、豊富な実戦経験から型だけでは打開できない状況が現実には、多々存在することを断言する。
護身術としての詠春拳を指導する上で、体格や力で不利となる状況を想定しており、そうした状況下においては、スムーズに技が出せるとは限らない。その為、必然的に相手の攻撃を受けるのではなく、流す動きが主体になっており、これが三角形のコンセプトに繋がっている。

## メディア紹介
- GQ JAPAN 2013年 12月号
- 武蔵小杉walker 2014年
- モヤモヤさまぁ〜ず2 元住吉〜武蔵小杉周辺 2016年3月20日 テレビ東京